# Not a Crime
Not a Crime è un singolo del gruppo gypsy punk Gogol Bordello, edito nel 2006 dalla SideOneDummy Records.

## Tracce[1][4]
1. Not a Crime - 3:52 (Edit)
2. 60 Revolutions - 2:59
3. 60 Revolutions - 3:52 (Demo)

## Formazione
- Eugene Hütz – voce, chitarra e percussioni
- Sergej Rjabcev – violino e voce
- Yuri Lemeshev – fisarmonica e voce
- Oren Kaplan – chitarra elettrica e voce
- Rea Mochiach – basso, percussioni e voce
- Eliot Ferguson – batteria e voce
- Pamela Jintana Racine – percussioni e voce
- Elizabeth Sun – percussioni e voce